# Cygnus d'Odyssée
Cygnus d'Odyssée, född 11 mars 1990, är en fransk varmblodig travhäst. Han tränades och kördes av Jean-Philippe Dubois.
Cygnus d'Odyssée började tävla i september 1992 och inledde med en sjundeplats för att därefter ta sin första seger i sjättestarten. Han sprang under sin karriär in 729 834 euro på 104 starter, varav 9 segrar, 6 andraplats och 10 tredjeplats. Han tog tog karriärens största seger i Critérium des 4 ans (1994).
Han vann även Prix Jules Thibault (1994) och Prix de Sélection (1994). Han kom även på andraplats i Prix Jean Le Gonidec (1995), Prix Théophile Lallouet (1998) och på tredjeplats i Prix Ariste-Hémard (1994), Prix Henri Levesque (1995), Prix de Paris (1997), Prix de Cornulier (1998), Prix du Calvados (1998), Prix Kerjacques (1998) och Prix Chambon P (1998).

## Statistik
| Statistik för Cygnus d'Odyssée (Ref.) | Statistik för Cygnus d'Odyssée (Ref.) | Statistik för Cygnus d'Odyssée (Ref.) | Statistik för Cygnus d'Odyssée (Ref.) | Statistik för Cygnus d'Odyssée (Ref.) | Statistik för Cygnus d'Odyssée (Ref.) |
| ------------------------------------- | ------------------------------------- | ------------------------------------- | ------------------------------------- | ------------------------------------- | ------------------------------------- |
| Starter                               | Placeringar                           | Startprissumma                        | Segerprocent                          | Platsprocent                          | Rekord                                |
| 104                                   | 9-6-10                                | 729 834 euro                          | 9 %                                   | 24 %                                  | 1.13,9ak,                             |

### Större segrar
| År   | Lopp                | Kusk                 | Vinstbelopp | Grupp   |
| ---- | ------------------- | -------------------- | ----------- | ------- |
| 1994 | Prix Jules Thibault | Jean-Philippe Dubois | 50 000 EUR  | Grupp 2 |
| 1994 | Prix de Sélection   | Jean-Philippe Dubois | 108 000 EUR | Grupp 1 |
| 1994 | Critérium des 4 ans | Jean-Philippe Dubois | 108 000 EUR | Grupp 1 |